# Cacatoès des Philippines
Cacatua haematuropygia
Espèce
Statut de conservation UICN

 CR A2bcd : 
En danger critique
Statut CITES
Le Cacatoès des Philippines (Cacatua haematuropygia) est une espèce monotypique d'oiseaux de la famille des Cacatuidae, endémique des Philippines. Alors qu'il était commun en 1950, il a connu un déclin rapide au point de ne plus compter que 1 000 à 4 000 représentants, répartis en plusieurs populations.

## Description

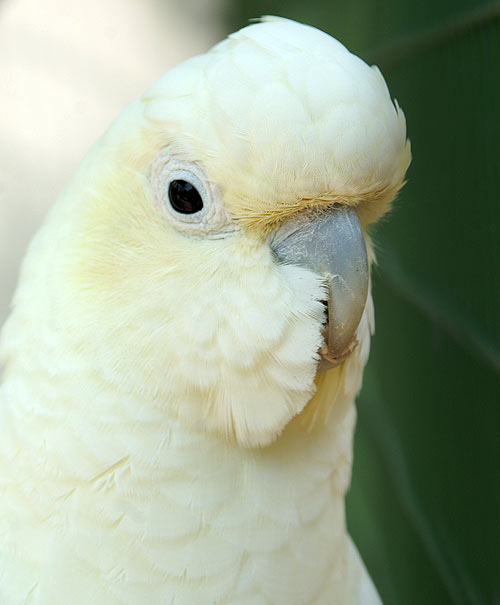

Cet oiseau mesure 30 à 31 cm pour une masse d'environ 300 g. Le plumage est blanc avec des sous-caudales orangées. Les yeux sont sombres chez l'adulte et grisâtres chez l'enfant.

## Répartition
Comme son nom l'indique, cet oiseau vit aux Philippines : Palawan et Siargao.

## Habitat
Ce cacatoès peuple les forêts galeries et les mangroves.

## Alimentation
Cette espèce se nourrit de noix, baies, maïs, et autres graines.

## Reproduction

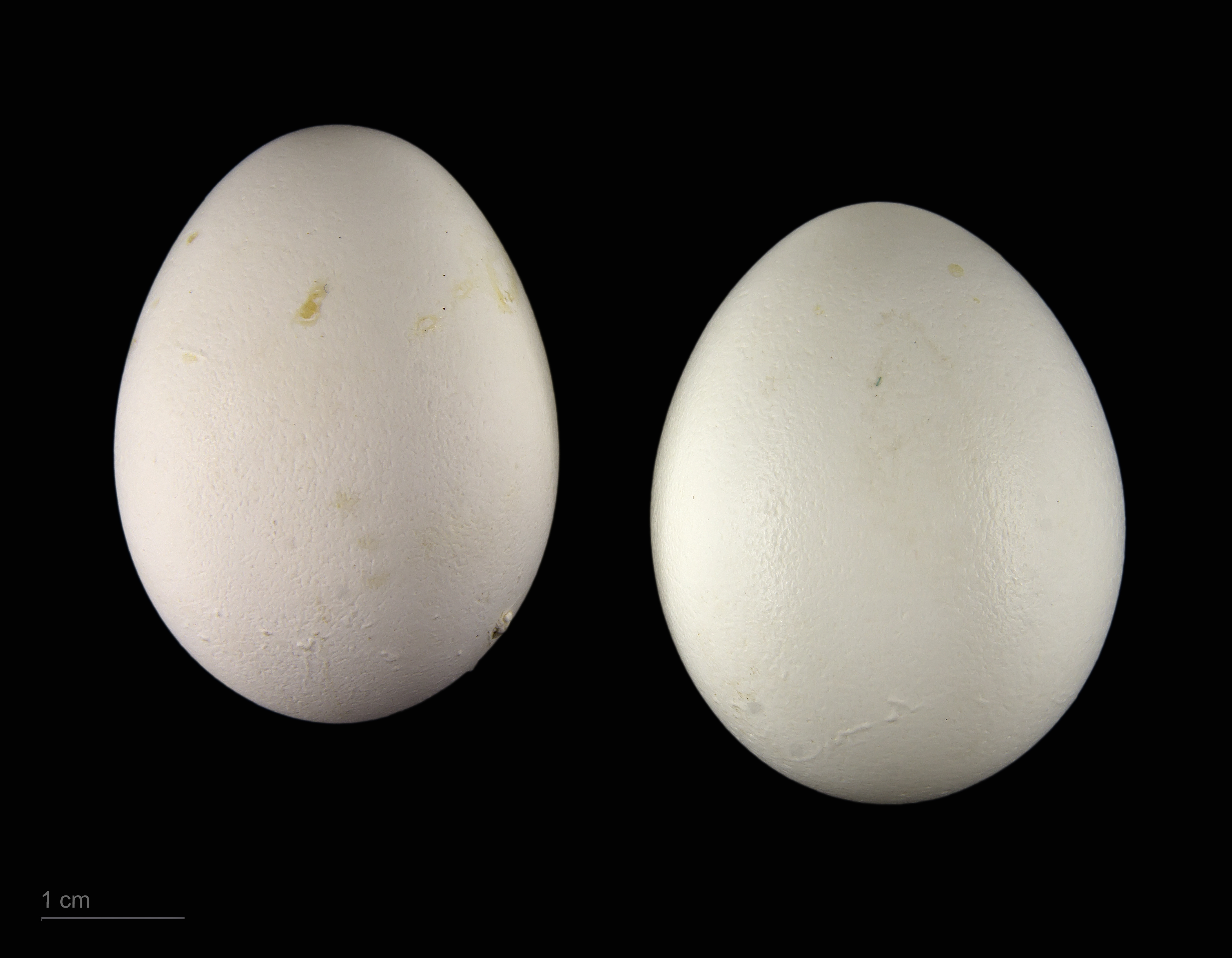
Œufs de Cacatua haematuropygia - Muséum de Toulouse

La femelle pond deux ou trois œufs. L'incubation dure 28 jours. Les jeunes demeurent au nid environ onze semaines.

## Menace
Le cacatoès des Philippines est victime de piégeage, de capture des oisillons, du braconnage, de la persécution des cultivateurs, la destruction des mangroves, les typhons, l'introduction d'espèces invasives et prédatrices. Ces causes ont entraîné une réduction de la population de l'espèce à quelques centaines d'individus.

## Conservation
Il existe un Programme européen pour les espèces menacées (EEP) de l'Association européenne des zoos et aquariums (EAZA) consacré à cette espèce. Celui-ci est coordonné par le ZooParc de Beauval, en France. La ménagerie du Jardin des Plantes du Muséum national d'histoire naturelle de Paris y participe en élevant au moins un couple.
Avec l'intervention d'organisme local et international, sur l'ile de Palawan un programme de conservation a été mis en place.
Reconvertis en gardes, d’anciens braconniers veillent sur la faune dans les zones protégées.
Des arbres dans lesquels se nourrissent et se reproduisent les catatoés sont replantés.
Les populations sont informées sur les risques d'extinction de l'espèce par le biais de campagnes régulières.
Plusieurs projets de réintroductions sont à l'étude.

## Galerie

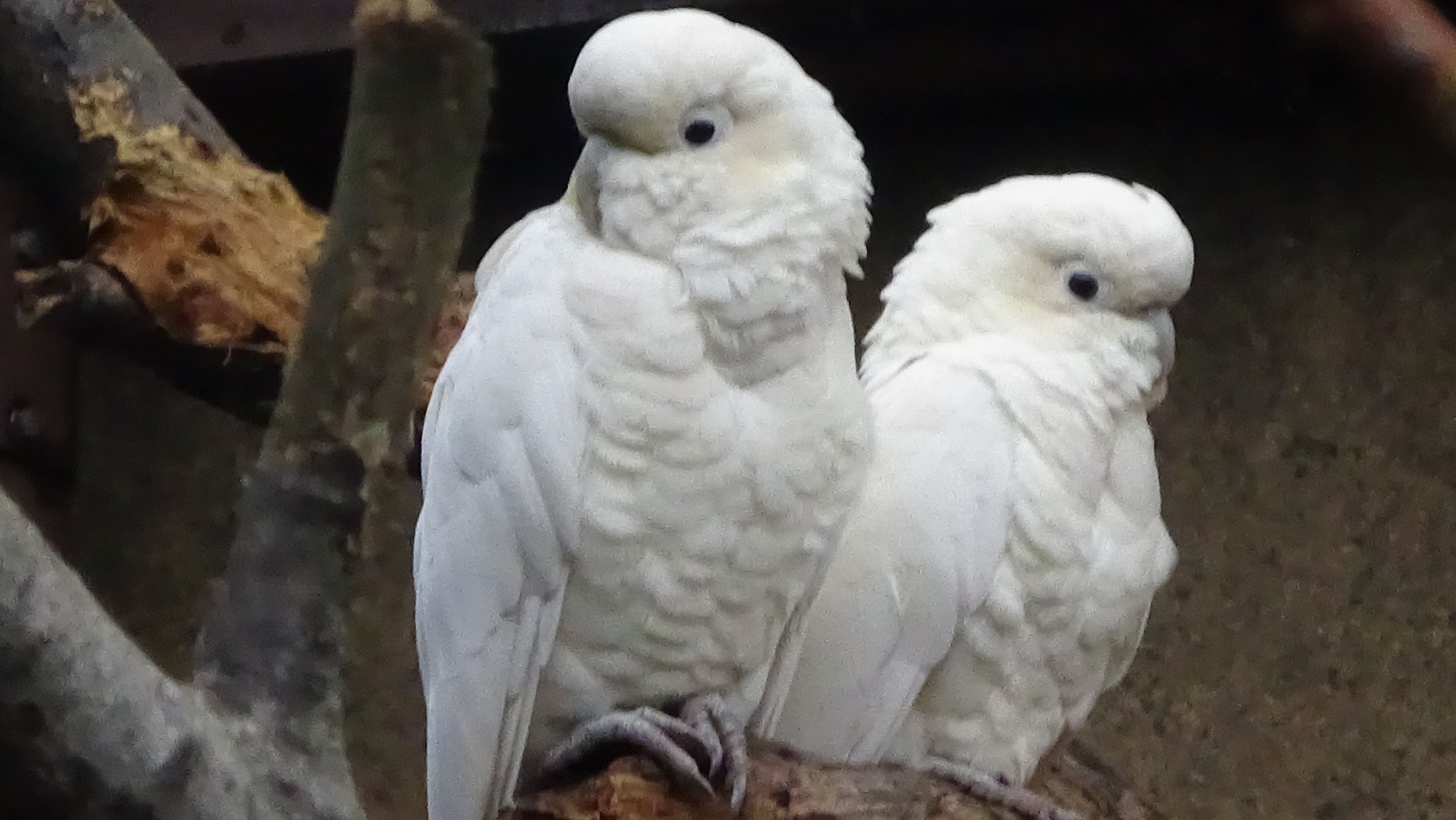
Couple à la Ménagerie du jardin des plantes
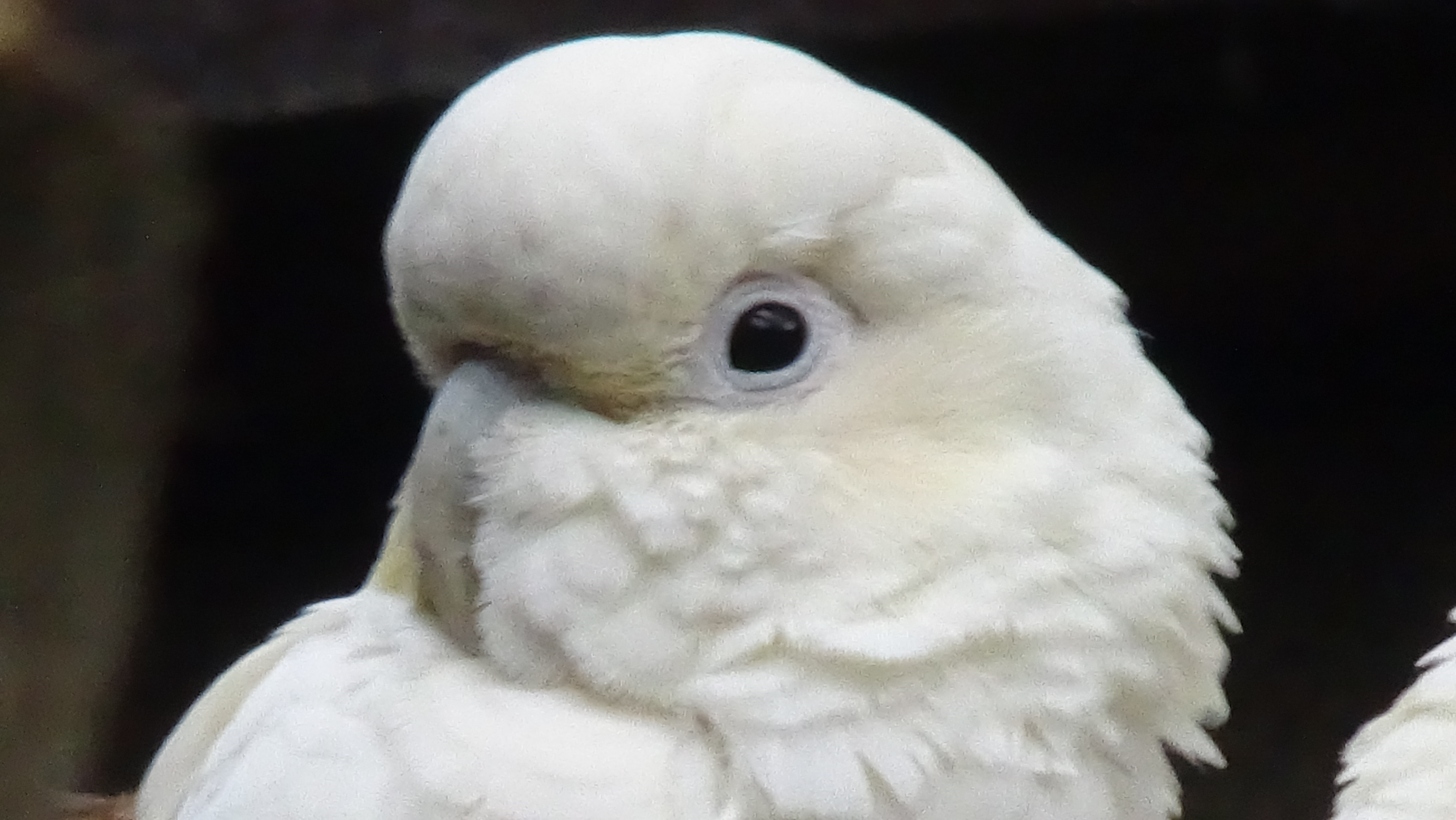
Mâle de la Ménagerie du jardin des plantes
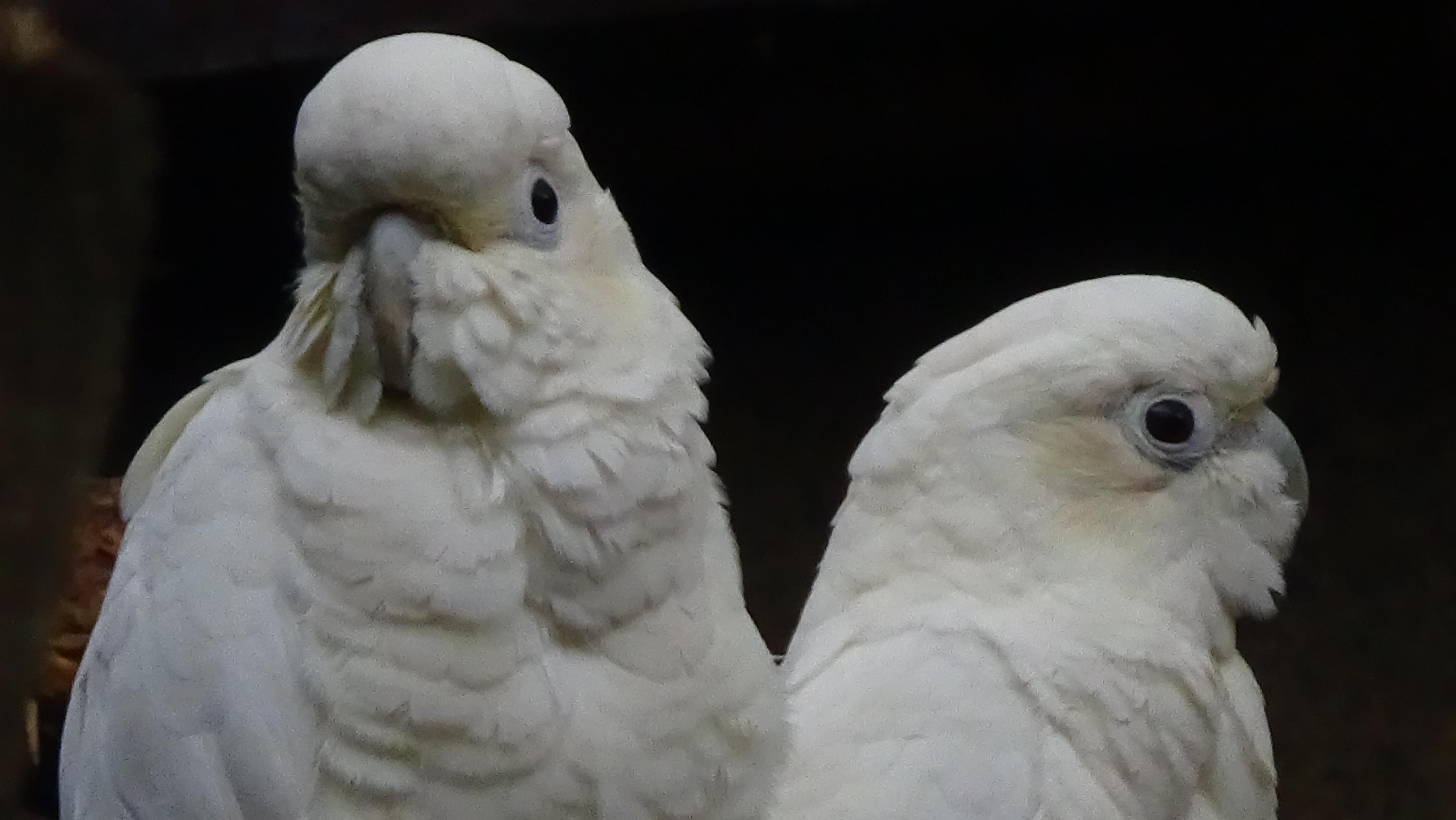
Couple, avec mâle au premier plan, à la Ménagerie du jardin des plantes
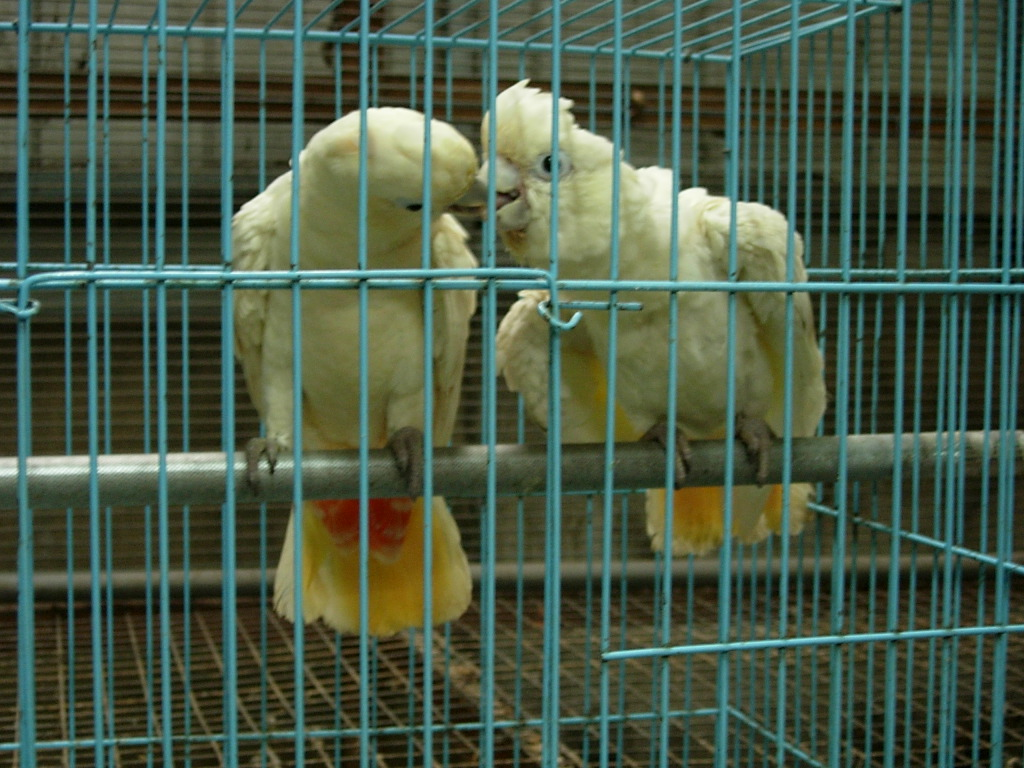
Paire en captivité